# 氏神
氏神（日语：うじがみ）乃是日本居住於同一聚落、地域的居民共同祭祀的神道神祇，共同信仰此神明的信徒稱為氏子（（日語）うじこ）。不過近代大多將鎮守神（（日語）ちんじゅ）、產土神（（日語）うぶすながみ）等視為同義詞，而祭祀氏神的處所則稱作氏社。

## 概要
本來氏神應該要寫成「氏」之神，古代豪族或氏族組織將其祖神視為守護神而奉祀。平安時代以降，逐漸轉變成不僅含有血緣關係的同族人，連與該族一同生活的人也被稱作氏子。由於中世紀初期日本的庶民階層慢慢形成一種類似氏族的組織，前述的轉變與此有關。到後來再變成居住在氏神祠堂四周、一同參與祭典的全體信徒都被稱作氏子，至於氏神是鎮守抑或產土神變得毫無差異。參拜相同氏神的人被稱為「氏子中」或「氏子同」，擔任祭典指揮的人則為「氏子總代」。信徒們敬獻供物時會署名「崇敬者（（日語）すうけいしゃ）」，或者加上「氏子」二字寫成「氏子崇敬者」。
日本最具代表性的氏族與氏神包括藤原氏的天兒屋命（春日神亦是其中之一）、橘氏的梅宮大社等，後來鎮守和產土神變成毫無差別，其代表有源氏的八幡神（八幡宮）、平氏的嚴島明神（嚴島神社）等。有個特別的例外是三重縣伊勢市的伊勢神宮，原本是日本皇室祭祀祖神天照大御神之地，不允許平民入內參拜。直到今日，卻演變成全日本的總氏神，人人皆可參拜。

### 鎮守
顧名思義，鎮守（（日語）ちんじゅ）即為管理守護此塊土地或保護此塊土地擁有者的神明。平安時代以降形成莊園制，土地擁有權握在貴族和武士、寺院等少數人手中，傳統氏族社會制分崩離析，氏族信仰觀念也逐漸薄弱。這些莊園領主為了達到鎮護其土地之目的，便祭祀土地守護神。至於「鎮守」這個稱呼，乃因室町時代莊園制開始走向式微，故鎮守神與氏神被共祀至今。

### 產土神
産土神（（日語）うぶすながみ）便是出生地之守護神。因為古代人從出生至死亡，大多居留在同一處，所以對大多數古人而言産土神和鎮守乃同一神。不過現代人常四處搬家，這種觀念已不復成立。「產土神」這種氏神信仰也能以七五三視之，小孩在三、五、七歲時祭拜的神明本來就是氏神，亦是成為該土地之一員的一種儀式。

### 氏子
所謂氏子（（日語）うじこ）是氏神後裔在同一地區信奉同一氏神的人們，但此觀念演化至今日已經改變。廣義說來與各神社具有地緣關係的居民總稱為氏子，但狹義的氏子則專指維持神社事務運作的人（同時通常也是該地之居民），至於其他信徒則稱「崇敬者（（日語）すうけいしゃ）」。

## 內部連結
- 氏社（日语：氏社）
- 氏長者
- 宮座（日语：宮座）
- 氏寺（日语：氏寺）
- 產土神
- 國魂

## 外部連結
- （日語）雑学「氏神・産土神・鎮守神」 （页面存档备份，存于）
- （日語）金光泰觀墓相研究所：氏神・鎮守・産土・天王・天神 （页面存档备份，存于）